# Двадцяте століття (фільм, 1976)
«Двадцяте століття» (італ. Novecento, інша назва — «1900») — епічна художня історична драма Бернардо Бертолуччі, яка вийшла на екрани в 1976 році. У фільмі, сюжет якого будується на найвідоміших подіях XX ст., знімалися зірки європейського та американського кіно. «Двадцяте століття» вважається одним з найдовших художніх фільмів у світі. Його хронометраж становить понад 5 годин.

## Сюжет
Головні герої фільму — Альфредо (Роберт Де Ніро) і Ольмо (Жерар Депардьє) — дві людини, які народилися в Італії в один час, в одному регіоні, але в абсолютно різних сім'ях (поміщицький та наймитській). В епічному, тривалістю понад п'ять годин, фільмі показані їхні життєві шляхи на тлі історичних подій і зміни суспільних настроїв Італії в першій половині XX століття. Основний мотив фільму — звільнення італійського селянства з-під патріархальної й напівфеодальної влади землевласників. 
Картина починається 1901 роком, коли, в день смерті Джузеппе Верді, в маєток Берлінг'єрі з'являються на світ позашлюбний син наймички Ольмо Далько і поміщицький онук Альфредо Берлінг'єрі. Контраст середовища, що оточує кожну з цих подій, супроводжує подальший розвиток дії. Ольмо та Альфредо дружать, наскільки їм дозволяють соціальні умовності, при цьому рішучий Ольмо притягує до себе домашнього Альфредо. 
Доля розводить їх, коли починається страйк наймитів та їхніх голодних дітей забирають робочі-анархісти Генуї. Ольмо і Альфредо з'являються в маєток вже після закінчення Першої світової війни: один — як демобілізований солдат, а інший — як відставний тиловий офіцер (що був відкуплений від відряджання на фронт своїм батьком).

## У ролях
| Актор                  | Роль                                |
| ---------------------- | ----------------------------------- |
| Роберт де Ніро         | Альфредо Берлінг'єрі                |
| Жерар Депардьє         | Ольмо Далько                        |
| Домінік Санда          | Ада Фіастрі Пулен                   |
| Дональд Сазерленд      | Аттіла Меланкіні                    |
| Лаура Бетті            | Регіна                              |
| Берт Ланкастер         | Альфредо Берлінг'єрі-старший        |
| Франческа Бертіні      | сестра Дезолата                     |
| Вернер Брунс           | Оттавіо Берлінг'єрі                 |
| Стефанія Казіні        | жінка з епілепсією Неве             |
| Стерлінг Гейден        | Лео Далько                          |
| Стефанія Сандреллі     | жінка Ольмо Аніта Фоскіжінка Ольмо  |
| Еллен Швірс            | Амелія                              |
| Аліда Валлі            | синьйора Піоппі                     |
| П'єтро Лонгарі Понцоні | синьйор Піоппі                      |
| Ромоло Валлі           | Джованні Берлінг'єрі                |
| Анна Хенкель           | молода Аніта                        |
| Джакомо Ріццо          | Ріголетто                           |
| Піппо Кампаніні        | Дон Тарчісіо                        |
| Паоло Павезі           | в дитинстві Альфредо                |
| Роберто Макканті       | в дитинстві Ольмо                   |
| Антоніо Пьованеллі     | Туро Далько                         |
| Паулу Бранку           | Орсо Далько                         |
| Лью Босісіо            | Нелла Далько                        |
| Марія Монті            | Розіна Далько                       |
| Анна-Марія Герарді     | Елеонора                            |
| Хосе Квальо            | Аранзіні                            |
| Одоардо Даль'альо      | Оресте Далько                       |
| Патриція Де Клара      | Стелла                              |
| Едда Ферронао          | дочка Стелли                        |
| Тиціана Сенаторі       | в дитинстві Регіна                  |
| Анджело Пельєгріно     | кравець                             |
| Демесіо Лусарді        | селянин з великими вухами Монтанаро |
| Карлотта Баріллі       | селянка                             |
| Б'янка Мал'якка        | селянка                             |
| Вінні Ріва             | паризький селянин                   |
| Катерина Косак         | паризька селянка                    |
| Фабіо Гарріба          | селянин на страті Аттіли            |
| Наццарено Натале       | селянин на страті Аттіли            |
| Клара Колозімо         | жінка, яка звинувачує Ольмо         |
| Сальватор Муредду      | начальник Королівської гвардії      |
| Алессандро Бозіо       | фашист                              |
| Вітторіо Фанфоні       | фашист                              |
| Міммо Полі             | фашист                              |
| Серджо Серафіні&       | молодий фашист                      |
| Франческо Д'Адда       | солдат у потязі                     |
| Аллен Миджетте         | скитальник                          |
| Маріо Меніконі         | в титрах не вказаний                |
| П'єро Віду             | в титрах не вказаний                |

## Критика
Був неоднозначно сприйнятий світовою кінопресою: на інтернет-агрегаторі Rotten Tomatoes рейтинг фільму становить 53 %. Після прем'єри наробив не менше шуму, ніж попередній йому «Останнє танго в Парижі», через провокаційні сцени сексу. Роджер Еберт, зокрема, заявив, що у фільму було безліч амбіцій, проте мало які з них були реалізовані.

## Цікаві факти
- Бертолуччі хотів, щоб у ролі Альфредо Берлінг'єрі знявся Джек Ніколсон.
- Оригінальна версія фільму тривала 5 годині 17 хвилин і містила сцени вбивства тварин, а також еротичні сцени за участю Роберта Де Ніро, Жерара Депардьє та Стефанії Казіні.
- Дональд Сазерленд так не полюбив втілений ним на екрані образ, що згодом не міг дивитися цей фільм багато років.
- У фільмі було зайнято понад 1200 акторів масовки.

## Нагороди
- 1977 — Премія «Боділь» за «Найкращий європейський фільм» у Данії[2].
- 1977 — номінація «Найкраща робота оператора» (Витторіо Стораро) Національного товариства кінокритиків США
- 1977 — номінація «Найкраща жіноча роль другого плану» (Аліда Валлі), номінація «Найкраща жіноча роль другого плану» (Лаура Бетті) Італійського національного синдикату кіножурналістів
- 1978 — Премія «Святого Георгія» за «Найкращу акторську гру» (Роберт де Ніро)
- 2006 — номінація «Найкраще DVD-видання класики» премії «Супутник»